# Judy Nagel
Judy Nagel (* 27. August 1951 in Seattle) ist eine ehemalige US-amerikanische Skirennläuferin. Sie fuhr hauptsächlich Slaloms und Riesenslaloms.

## Biografie
Nagel wurde als jüngere von zwei Töchtern des olympischen Skirennläufers Jack Nagel (1926–2004) geboren. Als die Familie in Skykomish lebte, erlernte sie das Skifahren. 1962 wurde der Betrieb in Crystal Mountain aufgenommen und ihr Vater übernahm dort die Leitung der Skischule und des Rennprogrammes, weshalb die Familie nach Enumclaw zog.
Mit 16 Jahren nahm Nagel an den Olympischen Winterspielen 1968 teil. Erst einige Wochen zuvor reiste sie mit der damals 18-Jährigen Kiki Cutter nach Europa, um sich für die Teilnahme zu qualifizieren. Nagel belegte in den beiden Weltcuprennen unmittelbar vor den Spielen Platz 8 und Platz 6. Anschließend führte sie den olympischen Slalom in Chamrousse nach dem ersten Lauf mit acht Hundertstelsekunden Vorsprung an. Das US-amerikanische Skiteam belegte vier der ersten sechs Plätze. Drei der anderen US-amerikanischen Fahrer wurden jedoch wegen verpassten Toren disqualifiziert. Auch Nagel patzte im zweiten Lauf und wurde disqualifiziert. Zwei Tage später erreichte sie als bester US-Finisher Platz 12 im Riesenslalom.
Zurück in den USA gewann Nagel in Crystal Mountain die US-Meisterschaften im Slalom und Kombination. Einige Wochen später ergatterte sie ihren ersten Podiumsplatz beim Weltcup in Heavenly Valley. 1969 gewann sie mit nur 17 Jahren ihr erstes Weltcuprennen in Sterzing (Italien). Im Verlaufe ihrer nur drei Jahre dauernden Skiweltcup-Karriere konnte Nagel drei Rennen für sich entscheiden. Dazu kommen zweimal der zweite Platz und siebenmal der dritte Platz. Im Gesamtklassement der Saison 1969/70 belegte sie den sechsten Platz. Im März 1970 trat sie im Alter von 18 Jahren zurück, an Weltmeisterschaften nahm sie nie teil.

## Weltcupsiege
| Datum             | Ort      | Land       | Disziplin    |
| ----------------- | -------- | ---------- | ------------ |
| 8. Februar 1969   | Sterzing | Italien    | Slalom       |
| 19. Dezember 1969 | Lienz    | Österreich | Riesenslalom |
| 20. Dezember 1969 | Lienz    | Österreich | Slalom       |